# Friedrich Wilhelm Hauck

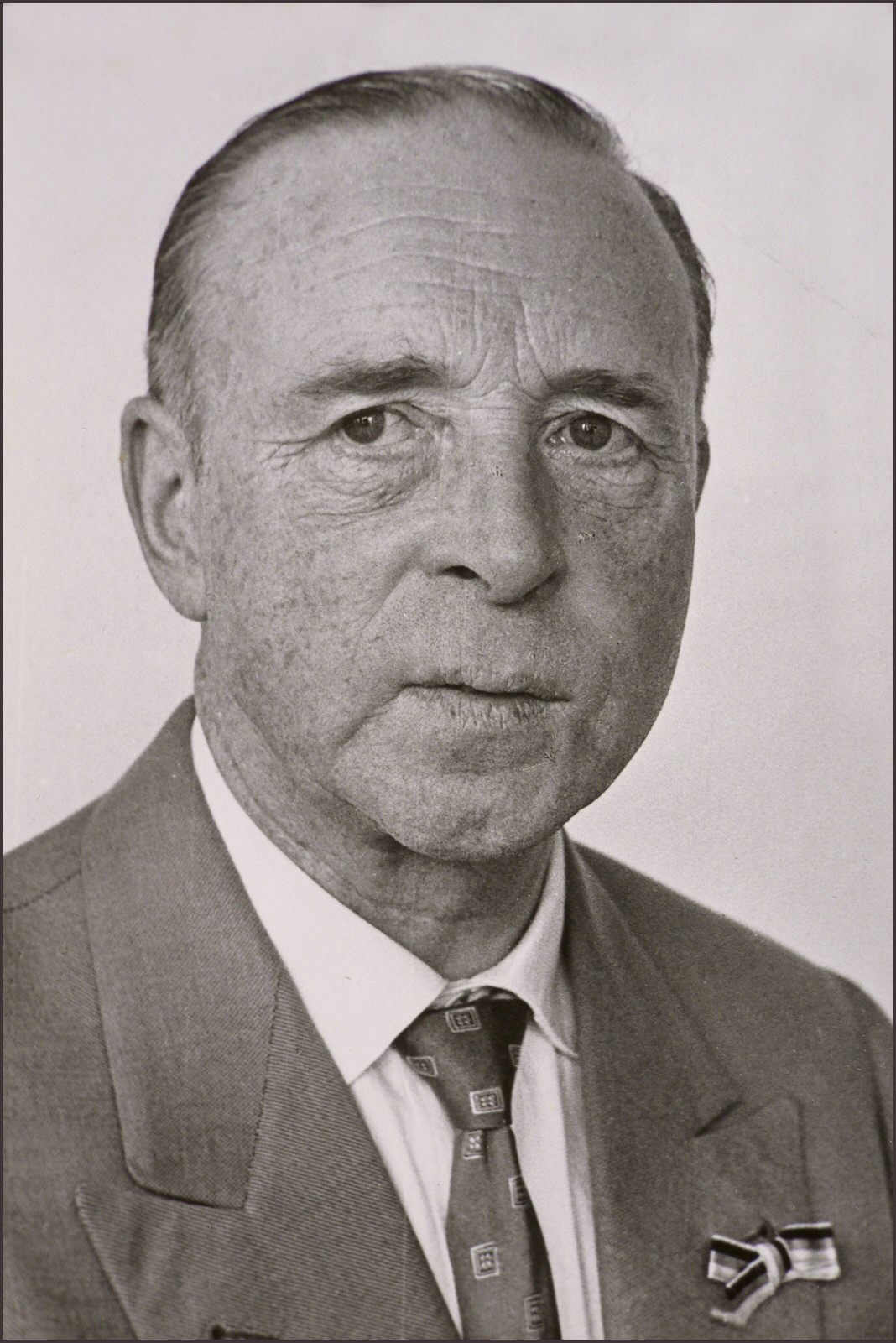
Friedrich Wilhelm Hauck (1959)

Friedrich Wilhelm Hauck (* 10. Januar 1897 in Breslau; † 15. April 1979 in Überlingen) war ein deutscher General der Artillerie im Heer der Wehrmacht. Nach dem Zweiten Weltkrieg wandte er sich der Militärgeschichte zu.

## Leben
Nach dem Notabitur am Elisabet-Gymnasium (Breslau) wollte Hauck an der Schlesischen Friedrich-Wilhelms-Universität Rechtswissenschaft studieren. Bei Ausbruch des Ersten Weltkrieges meldete er sich als Freiwilliger zum 1. Schlesischen Feldartillerie-Regiment „von Peucker“; er renoncierte aber schon beim Corps Borussia Breslau, dem Verhältniscorps seines Vaters (Guestphalia Halle). Da er nicht studieren konnte, bat er das Corps bald um die Genehmigung seines Austritts. Mit dem Feldartillerie-Regiment Nr. 104 zog Hauck an die Westfront. Dort wurde er am 5. November 1915 zum Unteroffizier, am 22. August 1916 zum Vizefeldwebel und am 12. Juni 1917 zum Leutnant der Reserve ernannt. Für seine Leistungen erhielt Hauck beide Klassen des Eisernen Kreuzes sowie das Verwundetenabzeichen in Schwarz. Als er im September 1918 in das aktive Dienstverhältnis übernommen wurde, trug Borussia ihm die Corpsschleife an. Er blieb zeitlebens ein treuer und engagierter Corpsbruder. In die Reichswehr eingestellt, diente er in mehreren Artillerieregimentern. 1936 kam er als Major der Wehrmacht in den Generalstab des Heeres.

### Zweiter Weltkrieg
Beförderungen
- 5. März 1915 Unteroffizier
- 22. August 1916 Vizefeldwebel
- 12. Juni 1917 Leutnant
- 1. Oktober 1932 Hauptmann
- 1. Januar 1936 Major i. G.
- 1. Juni 1940 Oberstleutnant i. G.
- 1. Dezember 1940 Oberst i. G.
- 1. Juni 1943 Generalmajor
- 1. März 1944 Generalleutnant
- 20. April 1945 General der Artillerie

Im V. Armeekorps nahm er am Überfall auf Polen und am Westfeldzug teil. Am 1. Juni 1940 wurde er als Oberstleutnant i. G. Chef des Generalstabs beim Höheren Kommando z. b. V. XXXVII. Ein halbes Jahr später zum Oberst i. G. befördert, wurde er im Februar 1941 Oberquartiermeister der 11. Armee. In dieser Eigenschaft wurde Hauck am 6. Juli 1942 das Deutsche Kreuz in Silber verliehen. Am 1. Juni 1943 wurde er zum Generalmajor befördert und als Kommandeur zur 305. Infanterie-Division beordert und am 11. Juni 1944 mit dem Ritterkreuz des Eisernen Kreuzes ausgezeichnet. Unter seiner Führung werden dieser Division zahlreiche Kriegsverbrechen zur Last gelegt. Im Januar 1945 wurde er kurzfristig mit der Führung des LXIV. Armeekorps betraut. Am 20. April 1945 wurde er zum General der Artillerie und Kommandierenden General des LI. Gebirgs-Armeekorps ernannt. In Italien geriet er bei der Kapitulation der Heeresgruppe C am 2. Mai 1945 in Kriegsgefangenschaft, die er in verschiedenen Kriegsgefangenenlagern in Rimini, Tarent und Bridgend (Wales) verbrachte.

### Nachkriegszeit
Anfang 1948 aus der Kriegsgefangenschaft entlassen, verdingte er sich einige Wochen als Hilfsarbeiter in Stuttgart und arbeitete dann beim Evangelischen Hilfswerk, als Büroleiter von Eugen Gerstenmaier. In sechsjähriger Tätigkeit beschrieb er im Auftrag der United States Army und unter Mitarbeit von sechs  ehemaligen Generalen „Die Operationen der deutschen Heeresgruppen an der Ostfront 1941–1945, Südliches Gebiet“. Mit einer Beurteilung durch Generaloberst a. D. Franz Halder und einem Dankesschreiben vom Oberbefehlshaber der United States Army in Deutschland übereignete er die Arbeit (16 Bände) dem Bundesarchiv-Militärarchiv in Freiburg im Breisgau. Hauck hinterließ seine Frau und vier Kinder.

## Werke
- Gedanken zum Entwurf des Bundesverteidigungsministeriums zu einem „Erlaß über Traditionsbildung und Traditionspflege in der Bundeswehr“. 1959
- Studie über Generaloberst Hans v. Seeckt. Studien zur Militärgeschichte, Militärwissenschaft und Konfliktforschung, Bd. 15. Biblio-Verlag, Freiburg im Breisgau.
- Beitrag zur „Wissenschaftlichen Kommission für Deutsche Kriegsgefangenengeschichte“. Verlag Ernst und Werner Gieseking, Bethel 1962.
- Eine deutsche Division in Russland und Italien – 305. Infanteriedivision 1941–1945. Podzun, Dorheim 1975.
- Beratung einer wehrwissenschaftlichen Studie „Reichswehr und Weimarer Republik 1918 bis 1933“. Dr. Jacobsen, Gesellschaft für Wehrkunde, 1957.

### Rezensionen
- Manfred Kehrig: Analyse und Dokumentation einer Schlacht, herausgegeben vom Militärgeschichtlichen Forschungsamt. Deutsche Verlagsanstalt, Stuttgart 1974.
- Alfred Philippi, Ferdinand Heim: Der Feldzug gegen Sowjetrußland 1941–1945. W. Kohlhammer, Stuttgart 1962.
- Hans Meier-Welcker: Generaloberst Seeckt. Bernard und Graefe, Bonn 1967.
- Franz von Gaertner: Die Reichswehr in der Weimarer Republik. Fundus-Verlag, Darmstadt 1968.
- Wilhelm Kohlhaas: Candia 1645–1669, die Tragödie einer abendländischen Verteidigung. Biblio-Verlag, Osnabrück 1978.

### Beratung junger Historiker
- Dermot Bradley: Generaloberst Guderian.
- Eberhard Möschel: Generalfeldmarschall v. Weichs.

### Sonstiges
- Stellungnahme zu: Der Christ und die Verhütung des Krieges im Atomzeitalter. Deutscher Ökumenischer Studienausschuß, 1955.

### Vorträge
- Tradition wahren oder schaffen. Soldatentagung der Ev. Akademie in Bad Boll, 1951.
- Ansprache des Gefühls in der Soldatenerziehung. Soldatentagung der Ev. Akademie in Bad Boll, 1952.
- Preußentum und Wehrhaftigkeit. Verband der Vereine Deutscher Studenten, 1964.
- Stalingrad. (vielerorts und häufig)
- Betrachtungen zur politischen Strategie der Sowjetunion. Deutsche Corpszeitung 1975 und 1976.